# イゴール・コロシェフ
イゴール・コロシェフ（英語: Igor Khoroshev, ロシア語: Игорь Петрович Хорошев, 1965年7月14日 - ）はロシア、モスクワ出身のキーボード・プレイヤー。
1997年、イエスの『オープン・ユア・アイズ』でセッション参加し、1999年発売の『ラダー』で正式メンバーとして加入。その後、イエスのツアー中に事件（セクハラと言われているが詳細は伏せられている）を起こし、ツアー終了に伴う契約期間満期終了により、契約延長がされずにイエスを去っている。華やかな音色と卓越したテクニックで歴代イエスの曲をほぼ完璧にコピーした。
イエスに参加する以前はケークウォーク社でパソコン用音楽ソフトの開発に協力しており、同社との縁があったジョン・アンダーソンがリック・ウェイクマンの後任のキーボード・プレイヤーとしてイゴール・コロシェフをイエスのリハーサルに連れてきたとされている。
ギター、ベース、ドラムス、トロンボーンなど、キーボード以外の楽器も演奏し、イエス以後は映画のサウンドトラックを多く手がけている。ボストンを中心に音楽活動を継続中である。

## ディスコグラフィ

### イエス
- 『オープン・ユア・アイズ』 - Open Your Eyes (1997年) ※セッション・プレイヤーとして3曲に参加
- 『ラダー』 - The Ladder (1999年)
- 『ハウス・オブ・イエス』 - House of Yes: Live from House of Blues (2000年) ※ライブ・アルバム

### ソロ
- Piano Works (1999年)

### 参加作品
- 『アンコールズ、リジェンズ、アンド・パラドックス〜トリビュート・トゥ・ザ・ミュージック・オブ・ELP』 - Encores, Legends, and Paradox, A Tribute to the Music of ELP (1999年)
- Charlie Farren: Deja Blue... The Color of Love (1999年)
- Farrenheit/Charlie Farren: Greasetown: Farrenheit III (1999年)
- Like a Storm: The End of the Beginning (2009年)
- Blindside: With Shivering Hearts We Wait (2011年)
- Checkpoint Charlie: Love Karma (2014年) ※共同プロデューサー
- True Violet: True Violet (2015年) ※共同プロデューサー、ミキサー
- The Agonist: Five (2016年) ※ストリング・アレンジ、ミキシング
- Starset: Vessels (2017年) ※ストリング、オーケストラ・アレンジ、プログラミング
- オール・ザット・リメインズ: Madness (2017年) ※「Back to You」ストリング・アレンジ
- レッド: Gone (2017年) ※ストリング・アレンジ、プログラミング